# Renströmska badanstalten i Lundby

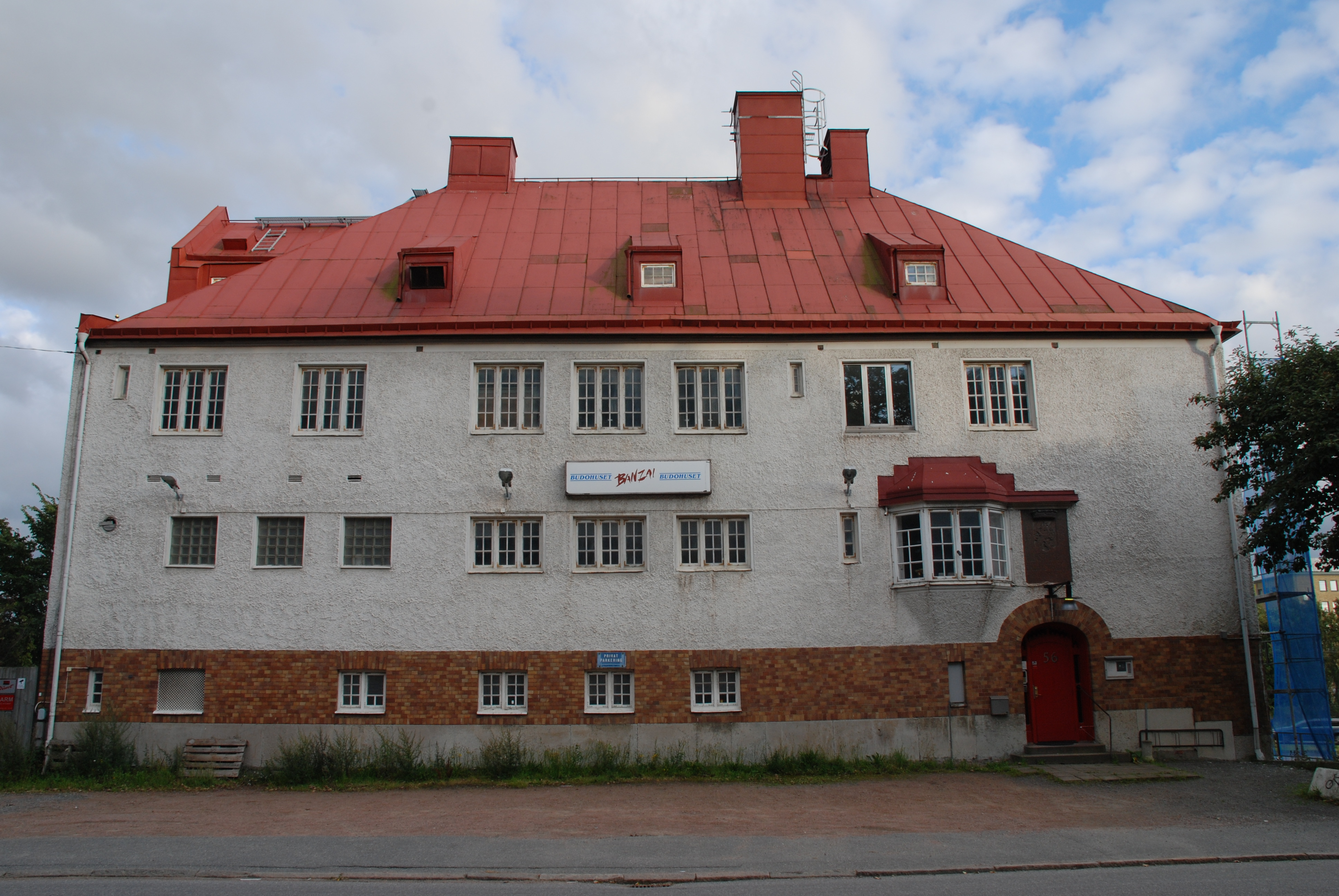
Renströmska badanstalten sedd från Herkulesgatan.

Renströmska badanstalten i Lundby omkring år 1920.

Renströmska badanstalten i Lundby ("Lundbybadet") var ett badhus vid nuvarande Herkulesgatan 56 i stadsdelen Brämaregården på Hisingen i Göteborg. 
Badanstalten stod klar den 11 november 1915 efter ritningar av Eugen Thorburn. Det var den fjärde som byggdes för Renströmska badanstalterna efter donation av Sven Renström. Byggnaden har två våningar samt källare och fasaden är putsad. Simhallen, som inte längre finns kvar, sträckte sig genom två våningar i byggnaden. 
Badet stängdes den 26 maj 1973, varefter det byggdes om för karateklubben Banzai Karate Kai. Den sista badmästaren var Ante Melander. Sedan 1987 ingår byggnaden i kommunens bevaringsprogram.

## Nya Lundbybadet
Den 14 september 1973 invigdes det nya Lundbybadet. Nuvarande adress är Lantmannagatan 5.